# 柴郡东
柴郡东（Cheshire East）是英國柴郡的一個單一管理區和自治市鎮，當地政府是東柴郡議會。2009年4月1日隨著英國蘭當地政府結構改革而成立。根據2011年英國人口普查，東柴郡有370,127人。
柴郡东是由原先的麥克萊斯菲爾德、康格頓和克鲁和楠特威奇合併而成的，執行原先柴郡議會的職能。

## 外部連結
- Cheshire East Council Website （页面存档备份，存于）
- Cheshire Market towns
- CANTA  the Crewe and Nantwich Twinning Association （页面存档备份，存于）